# 시사멘터리 추적
《시사멘터리 추적》은 2022년 5월 1일부터 2022년 12월 25일까지 방송되었던 비평 프로그램이다.

## 기획 의도
- KBS가 시사와 미디어 비평을 아우른 새 시사 프로그램을 선보인다. 새 프로그램 시사멘터리 추적은 2022년 5월 1일부터 매주 일요일 밤 8시 10분에 첫 방송된다.
- 시사멘터리 추적은 기본적으로 세 코너로 구성된다. '이슈 추적'은 정치, 경제, 사회 등 국내외 이슈 가운데 시청자들이 궁금해하는 주제를 다룬다. 대국민 사기 예방 프로젝트 '속지 맙시다'는 피싱, 스미싱, 딥페이크 등 새로운 수법의 사기 뿐 아니라 전세사기, 보험 사기, 중고사기 등 기존의 사기 수법을 사안별로 보여줌으로써 단순한 정보 전달에서 한걸음 더 나아가 국민을 보호하는 역할을 하게 된다. KBS는 '속지맙시다' 코너의 효과적인 취재와 홍보를 위해 경찰청, 금융감독원과 3자 업무 협약을 체결하였다. '미디어 추적'은 각종 미디어 현안을 객관적이며, 균형잡힌 잣대로 분석하는 코너다. 국민의 생활 속 이슈와 밀접한 관련 있는 내용으로 구성하였다. 많은 관심 부탁드리겠다.
- '추적'의 대상은 국내외 정치, 경제, 사회 등 모든 분야가 대상이다. '추적' 아이템은 시청자들이 관심을 갖는 내용을 최우선으로 고려한다. '추적'은 하나의 주제를 실체까지 끝까지 접근하는 프로그램이다.
- "시청자들은 심층보도에 목말라 하고 있다. 국민들은 사기 피해에 고통 받고 있다."
- 주요 이슈의 실체를 끝까지 추적한다. 각종 사기로부터 국민들을 적극 보호한다. 시청자 눈높이에 맞게 보여준다.

## 타이틀 변천사
| 기수 | 타이틀            | 방송 기간                          |
| ---- | ----------------- | ---------------------------------- |
| 1기  | 미디어 포커스     | 2003년 6월 28일 ~ 2008년 11월 15일 |
| 2기  | 미디어 비평       | 2008년 11월 21일 ~ 2013년 4월 5일  |
| 3기  | 미디어 인사이드   | 2013년 4월 14일 ~ 2016년 4월 17일  |
| 4기  | 저널리즘 토크쇼 J | 2018년 6월 17일 ~ 2020년 12월 13일 |
| 5기  | 질문하는 기자들 Q | 2021년 4월 18일 ~ 2022년 3월 6일   |
| 6기  | 시사멘터리 추적   | 2022년 5월 1일 ~ 2022년 12월 25일  |
| 7기  | 9층 시사국        | 2023년 2월 1일 ~ 2023년 12월 30일  |
| 8기  | 더 보다           | 2024년 2월 18일 ~ 현재             |

## 같이 보기
관련 항목
- 탐사보도

방송 프로그램
- 추적 60분 - 종영
- 9층 시사국
- 시사기획 창
- 시사매거진 2580 - 종영
- 탐사기획 스트레이트
- 스페셜 탐사 스포트라이트
- 진실을 검색하다, 써치 - 종영
- 스토리 추적 M
- 탐사보도 세븐
- 나는 SOLO
- 세계는 그리고 우리는, 주말 와이드 성경섭입니다, 좋은 주말, 아침 & 뉴스 류수민입니다 (MBC 표준FM)

## 편성 변경 및 결방 사유
- 2022년 9월 11일: 추석 특집 편성으로 인한 결방.
- 2022년 10월 30일: 이태원 압사 참사 관련 뉴스특보 편성으로 인한 결방.
- 2022년 11월 27일: 2022년 카타르 월드컵 중계방송으로 인한 결방.